# 권덕용 (축구 선수)
권덕용(1982년 5월 3일 ~ )은 대한민국의 축구 선수이며, 포지션은 센터백이다.